# Mięsień strzemiączkowy

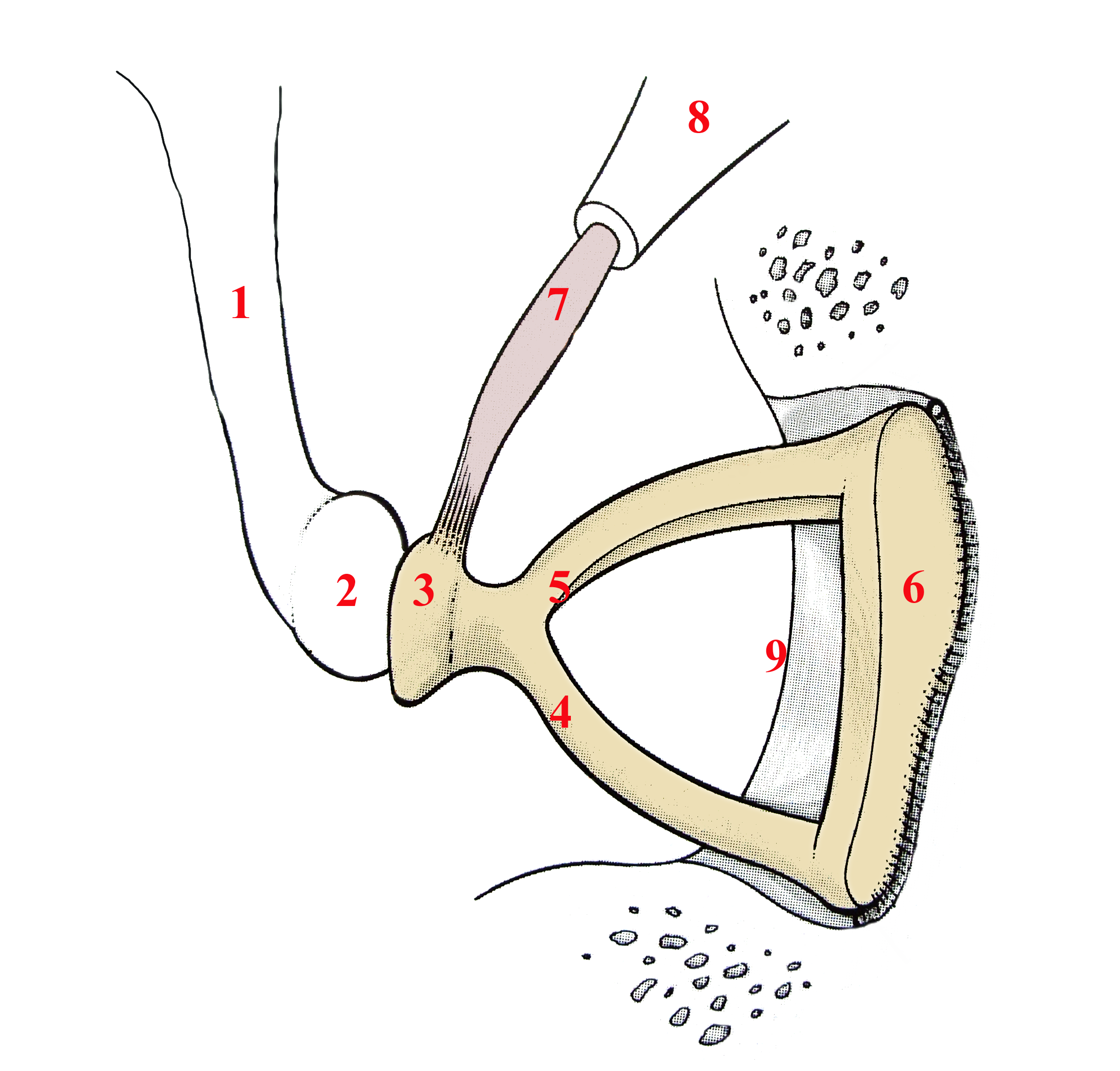
Strzemiączko. Mięsień strzemiączkowy oznaczony numerem 7.

Mięsień strzemiączkowy (łac. musculus stapedius) – w anatomii człowieka mały mięsień w uchu środkowym, najmniejszy z mięśni poprzecznie prążkowanych. Początkowy przyczep ma wewnątrz wyniosłości piramidowej, na tylnej ścianie jamy bębenkowej. Brzusiec mięśnia wypełnia wyniosłość piramidową. Z jej wierzchołka wychodzi już jako ścięgno, pokryte błoną śluzową, zaginające się w dół i kończące się niedaleko głowy strzemiączka, na jego odnodze tylnej.
Pod względem rozwojowym jest częścią tylnego brzuśca mięśnia dwubrzuścowego. Unerwiony jest przez nerw strzemiączkowy (odchodzący od nerwu twarzowego).
Mięsień ten, przekręcając skośnie podstawę strzemiączka, odciąga je od okienka owalnego, tym samym utrudniając przekazywanie drgań na błonę tegoż okienka. Podobnie jak mięsień napinacz błony bębenkowej, kurczy się przy bardzo wysokich lub głośnych dźwiękach, chroniąc kosteczki słuchowe przed nadmiernymi ruchami.